# The Amityville Horror (1979)
The Amityville Horror (bra: A Cidade do Horror) é um filme estadunidense de 1979, do gênero terror, dirigido por Stuart Rosenberg.
Foi o primeiro filme de uma série de longa-metragens baseados na obra literária homônima de Jay Anson, e foi lançado no dia 27 de julho de 1979 nos Estados Unidos.

## Sinopse
Após se mudarem para uma casa onde aconteceram terríveis assassinatos de uma mesma família, George, Kathy e seus filhos passam a viver uma forte experiência sobrenatural. As forças diabólicas que ali habitam perturbam a família e todos com quem se relacionam, inclusive o padre Delaney, durante 28 dias. No 28° dia, a família decide tomar uma atitude.

## Elenco
- James Brolin ...  George Lutz
- Margot Kidder ...  Kathy Lutz
- Rod Steiger ...  Padre Delaney
- Don Stroud ...  Padre Bolen
- Murray Hamilton ...Padre Ryan
- John Larch ...  Padre Nuncio
- Natasha Ryan ...  Amy
- K.C. Martel ...  Greg
- Meeno Peluce ...  Matt
- Michael Sacks ...  Jeff
- Helen Shaver ...  Carolyn
- Amy Wright ...  Jackie
- Val Avery ...  Sgt. Gionfriddo
- Irene Dailey ...  Tia Helena
- Marc Vahanian ...  Jimmy
- Elsa Raven ...  Senhora Townsend
- Ellen Saland ...  Noiva
- Eddie Barth ...  Agucci
- Hank Garrett ...  Bartender
- James Tolkan ...  Coroner
- Carmine Foresta ...  Policial na casa
- Peter Maloney ...  arquivista dos jornais
- Charlie Welch ...  Carpinteiro
- J.R. Miller ...  Garoto
- Patty Burtt ...  Garota
- Michael Hawkins ... Policial estadual
- Richard Hughes ...  2º Policial estadual
- James Dukas ...  Vizinho (como Jim Dukas)
- Baxter Harris ...  Policial #2 na casa
- Michael Stearns ...  Policial
- Jack Krupnick...  Padre Morto

## Recepção
The Amityville Horror recebeu críticas negativas de críticos como Leonard Maltin e Roger Ebert, este último descrevendo-o como "triste e deprimente em fase terminal". Com base em 25 comentários, o filme tem uma classificação de 24% no Rotten Tomatoes.

## Principais prêmios e indicações
Oscar 1980 (EUA)
- Indicado na categoria de Melhor Trilha Sonora[7]

Globo de Ouro 1980 (EUA)
- Indicado na categoria de Melhor Trilha Sonora.

Prêmio Saturno 1980 (EUA)
- Indicado na categoria de Melhor Atriz (Margot Kidder) e Melhor Filme de Terror.